# Koszmosz–383
Koszmosz–383 (oroszul: Космос 383) Koszmosz műhold, a szovjet műszeres műhold-sorozat tagja. Manőverezésre képes Zenyit-4M felderítő műhold.

## Küldetés
A Zenyit–2M (11F691) továbbfejlesztett, nagyobb felbontású fényképezőgéppel ellátott, harmadik generációs műhold, katonai és állami célokat szolgált.

## Jellemzői
Az OKB–1 tervezőirodában fejlesztették ki, sorozatgyártásuk Kujbisevben folyt. Üzemeltette a Honvédelmi Minisztérium (oroszul: Министерство обороны – МО).
Megnevezései: Koszmosz–383; Космос 383; COSPAR: 1970-104A. Kódszáma: 4787.
1970. december 3-án Pleszeck űrrepülőtérről, az LC–13 (LC–Launch Complex) jelű indítóállványról egy Voszhod hordozórakétával (11А57) juttatták alacsony Föld körüli pályára (LEO = Low-Earth Orbit). Az orbitális egység alappályája 89,3 perces, 65,4 fokos hajlásszögű, elliptikus pálya perigeuma 204 kilométer, apogeuma 279 kilométer volt.
Tömege 6300 kilogramm. A sorozat felépítését, szerkezetét, alapvető fedélzeti rendszereit tekintve egységesített, szabványosított űreszköz. Áramforrása kémiai akkumulátorok, szolgálati élettartama 24 nap.
1970. december 16-án, 12 nap (0,03 év) szolgálati idő után, földi parancsra belépett a légkörbe és hagyományos – ejtőernyős leereszkedés – módon visszatért a Földre.